# Brassaiopsis aculeata
Brassaiopsis aculeata är en araliaväxtart som först beskrevs av Buch.-ham. och David Don, och fick sitt nu gällande namn av Berthold Carl Seemann. Brassaiopsis aculeata ingår i släktet Brassaiopsis och familjen Araliaceae. Inga underarter finns listade.